# Омуркулов, Иса Шейшенкулович
Иса́ Шейшенку́лович Омурку́лов (кирг. Иса Шейшенкулович Өмүркулов; 12 марта 1957, Горная Маёвка, Фрунзенская область) — киргизский государственный и политический деятель.

## Биография
Иса Омуркулов родился 12 марта 1957 в Горной Маёвке (ныне — в Аламудунском районе Чуйской области).
В 1976—1977 годы — лаборант в Академии наук Киргизской ССР.
В 1978—1980 годы — диспетчер во Фрунзенском городском транспортном агентстве.
В 1980—1981 годы — инструктор Кантского райкома комсомола.
В 1981—1984 годы — начальник автоколонны Автопарка № 3 г. Фрунзе.
В 1984—1986 годы — инструктор ЦК ЛКСМ.
В 1986—1989 годы — инструктор Свердловского райкома партии города Фрунзе.
В 1991—1994 годы — помощник вице-президента, первого вице-премьер-министра КР.
В 1994—1998 годы — главный транспортный инспектор КР.
В 1998—2005 годы — начальник Управления железной дороги КР.
В 1995—2007 годы — депутат Жогорку Кенеша КР I, II, III созывов.
С ноября 2007 года — член Социал-демократической партии.
В 2007—2010 годы — Депутат Жогорку Кенеша КР IV созыва. Избран по списку Социал-демократической партии Кыргызстана. Был членом комитета по развитию отраслей экономики.
С 2008 года — Член политбюро Объединённого народного движения (ОНД).
С апреля 2010 года по февраль 2011 года — временно исполняющий обязанности мэра Бишкека. 4 февраля 2011 депутатами горкенеша Иса Омуркулов был утверждён на должность мэра города Бишкека.
1 декабря 2011 года указом Президента Кыргызстана Розы Отунбаевой «в знак признания особых заслуг участников событий 6-7 апреля 2010 года в свержении коррумпированного антинародного режима и в целях воспитания патриотизма» награждён специальным нагрудным знаком «Герой апрельской народной революции».
2 декабря 2013 года Генеральная Прокуратура Кыргызстана завела на Ису Омуркулова уголовное дело по подозрению в незаконном утверждении границ парка Победы.
4 декабря 2013 года Омуркулов сложил с себя полномочия мэра Бишкека.
С октября 2015 года — по настоящее время — депутат Жогорку Кенеша КР VI созыва от партии «СДПК».
Жена — Толкун Жантаевна Курманова. Имеет троих детей — сыновей Азамата и Бакая, дочь Бактыгуль.

## Награды
- Орден «Данк» (2017)[1]
- Специальный нагрудный знак «Герой апрельской народной революции»
- Медаль «МПА СНГ. 25 лет» (27 марта 2017 года, Межпарламентская ассамблея СНГ) — за заслуги в деле развития и укрепления парламентаризма, за вклад в развитие и совершенствование правовых основ функционирования Содружества Независимых Государств, укрепление международных связей и межпарламентского сотрудничества[2]
- Почётная грамота Совета МПА СНГ (18 апреля 2019 года, Межпарламентская ассамблея СНГ) — за активное участие в деятельности Межпарламентской Ассамблеи и её органов, вклад в укрепление дружбы между народами государств — участников Содружества Независимых Государств[3]
- Именные часы Президента Кыргызской Республики (29 ноября 2011 года) — за значительный вклад в поступательное и устойчивое развитие и становление государственной власти[4].

## Прочее
Получил скандальную известность в результате ДТП со смертью трех человек совершенное его сыном Азаматом и последующим судебным разбирательством.
Так же будучи мэром Бишкека был замешан в скандальных решениях. В частности в покупке цветочных, пластиковых горшков для озеленения Бишкека по цене около 5000 сом за штуку.